# Gor´kowskoje
Gor´kowskoje – osiedle typu miejskiego w Rosji, w obwodzie omskim. W 2010 roku liczyło 5369 mieszkańców.